# Giai đoạn vòng loại và play-off UEFA Europa League 2018–19 (Nhóm các đội vô địch giải quốc nội)
Giai đoạn vòng loại và play-off UEFA Europa League 2018–19 dành cho Nhóm các đội vô địch giải quốc nội sẽ bắt đầu vào ngày 26 tháng 7 và kết thúc vào ngày 30 tháng 8 năm 2018. Tổng cộng có 35 đội cạnh tranh trong Nhóm các đội vô địch giải quốc nội để xác định 8 trong 48 suất dự vòng bảng của UEFA Europa League 2018-19.
Tất cả thời gian đều theo múi giờ CEST (UTC+2), được liệt kê bởi UEFA (giờ địa phương, nếu khác nhau thì được hiển thị trong dấu ngoặc).

## Các đội tham dự
Nhóm các đội vô địch giải quốc nội bao gồm tất cả các nhà vô địch của các giải vô địch quốc gia bị loại khỏi giai đoạn vòng loại Nhóm các đội vô địch giải quốc nội của Champions League, và bao gồm các vòng đấu sau:
- Vòng loại thứ hai (19 đội): 19 đội tham dự vòng đấu này (3 đội thua vòng sơ loại Champions League và 16 đội thua vòng loại thứ nhất Champions League).
- Vòng loại thứ ba (20 đội): 10 đội tham dự vòng đấu này (các đội thua vòng loại thứ hai Champions League), và 10 đội chiến thắng vòng loại thứ hai (kể cả 1 đội nhận suất đi thẳng vào vòng đấu này được đánh dấu là bye).
- Vòng play-off (16 đội): 6 đội tham dự vòng đấu này (các đội thua vòng loại thứ ba Champions League), và 10 đội chiến thắng vòng loại thứ ba.

8 đội thuộc Nhóm các đội vô địch giải quốc nội chiến thắng ở vòng play-off đi tiếp vào vòng bảng để tham dự cùng với 17 đội vào thẳng vòng bảng, 13 đội thuộc Nhóm chính chiến thắng ở vòng play-off, 4 đội thuộc Nhóm các đội vô địch giải quốc nội thua ở vòng play-off Champions League, 2 đội thuộc Nhóm các đội không vô địch giải quốc nội thua ở vòng play-off Champions League, và 4 đội thuộc Nhóm các đội không vô địch giải quốc nội thua ở vòng loại thứ ba Champions League.
Dưới đây là các đội tham dự (với hệ số câu lạc bộ UEFA 2018), được xếp nhóm theo vòng đấu họ lọt vào.
| Chú thích màu sắc                             |
| --------------------------------------------- |
| Đội thắng vòng play-off đi tiếp vào vòng bảng |

| Đội                | Hệ số  |
| ------------------ | ------ |
| Celtic[Q3]         | 31.000 |
| Astana[Q3]         | 21.750 |
| Qarabağ[Q3]        | 20.500 |
| Malmö FF[Q3]       | 14.000 |
| Shkëndija[Q3]      | 3.500  |
| Spartak Trnava[Q3] | 3.500  |

| Đội                    | Hệ số  |
| ---------------------- | ------ |
| Ludogorets Razgrad[Q2] | 37.000 |
| Legia Warsaw[Q2]       | 24.500 |
| Sheriff Tiraspol[Q2]   | 14.750 |
| Midtjylland[Q2]        | 11.500 |
| Hapoel Be'er Sheva[Q2] | 10.000 |
| Rosenborg[Q2]          | 9.000  |
| HJK[Q2]                | 8.000  |
| Kukësi[Q2]             | 4.250  |
| CFR Cluj[Q2]           | 4.090  |
| Sūduva Marijampolė[Q2] | 2.000  |

| Đội                    | Hệ số  |
| ---------------------- | ------ |
| APOEL[Q1]              | 27.000 |
| The New Saints[Q1]     | 5.000  |
| Zrinjski Mostar[Q1]    | 3.750  |
| F91 Dudelange[Q1]      | 3.500  |
| Valletta[Q1]           | 3.250  |
| Víkingur Gøta[Q1]      | 3.000  |
| Crusaders[Q1]          | 3.000  |
| Olimpija Ljubljana[Q1] | 2.900  |
| FC Santa Coloma[PR]    | 2.750  |
| Lincoln Red Imps[PR]   | 2.750  |
| Alashkert[Q1]          | 2.500  |
| Sutjeska Nikšić[Q1]    | 2.500  |
| Spartaks Jūrmala[Q1]   | 1.750  |
| Cork City[Q1][Note 1]  | 1.750  |
| La Fiorita[PR]         | 1.750  |
| Valur[Q1]              | 1.650  |
| Flora Tallinn[Q1]      | 1.250  |
| Torpedo Kutaisi[Q1]    | 1.000  |
| Drita[Q1]              | 0.000  |

Ghi chú
1. Q3 Đội thua vòng loại thứ ba Champions League (Nhóm các đội vô địch giải quốc nội).
2. Q2 Đội thua vòng loại thứ hai Champions League (Nhóm các đội vô địch giải quốc nội).
3. Q1 Đội thua vòng loại thứ nhất Champions League.
4. PR Đội thua vòng sơ loại Champions League.
5. ^ 1 Cork City được ngẫu nhiên bốc thăm để nhận suất vào thẳng vòng loại thứ ba UEFA Europa League 2018–19.[4]

## Thể thức
Mỗi cặp đấu trong Nhóm các đội vô địch giải quốc nội được chơi theo thể thức hai lượt, với mỗi đội chơi 1 lượt trên sân nhà. Đội nào có tổng tỉ số cao hơn sau 2 lượt giành quyền vào vòng tiếp theo. Nếu tổng tỉ số sau 2 lượt bằng nhau, luật bàn thắng sân khách được áp dụng, nghĩa là đội ghi nhiều bàn thắng trên sân khách hơn đi tiếp. Nếu số bàn thắng trên sân khách bằng nhau, thì hiệp phụ được diễn ra. Luật bàn thắng sân khách tiếp tục được áp dụng đến khi 2 hiệp phụ kết thúc, nghĩa là nếu có bàn thắng được ghi trong 2 hiệp phụ và tổng tỉ số vẫn hoà, thì đội đá sân khách được đi tiếp nhờ có số bàn thắng sân khách nhiều hơn. Nếu không có bàn thắng nào được ghi sau 2 hiệp phụ, thì trận đấu sẽ được định đoạt bằng loạt sút luân lưu.
Tại lễ bốc thăm mỗi vòng, các đội (danh tính của đội không được biết tại thời điểm bốc thăm) được xếp vào nhóm hạt giống và nhóm không hạt giống, có thể chứa số lượng đội khác nhau, dựa trên những nguyên tắc sau:
- Tại lễ bốc thăm vòng loại thứ hai, 15 trong 16 đội thua vòng loại thứ nhất Champions League được xếp vào nhóm hạt giống, và 3 đội thua vòng sơ loại Champions League được xếp vào nhóm không hạt giống, với đội thua vòng loại thứ nhất Champions League còn lại được nhận suất vào thẳng vòng loại thứ ba (được xác định bởi một lượt bốc thăm bổ sung diễn ra sau lễ bốc thăm vòng loại thứ nhất).
- Tại lễ bốc thăm vòng loại thứ ba, 10 đội thua vòng loại thứ hai Champions League được xếp vào nhóm hạt giống, và 10 đội chiến thắng vòng loại thứ hai được xếp vào nhóm không hạt giống.
- Tại lễ bốc thăm vòng play-off, 6 đội thua vòng loại thứ ba Champions League được xếp vào nhóm hạt giống, và 10 đội chiến thắng vòng loại thứ ba được xếp vào nhóm không hạt giống.

Tại thời điểm bắt đầu lễ bốc thăm, đội được xếp hạt giống đối đầu với đội không được xếp hạt giống, với thứ tự lượt thi đấu được xác định bởi lễ bốc thăm, cho đến khi một nhóm không còn đội nào. Sau đó, số đội ở nhóm còn lại được xếp cặp với nhau, với thứ tự lượt thi đấu được xác định bởi lễ bốc thăm. Trước lễ bốc thăm, UEFA có thể hình thành "các nhóm" đúng như những nguyên tắc được tạo ra bởi Uỷ ban giải đấu câu lạc bộ, nhưng họ muốn sự thuận lợi của lễ bốc thăm và không giống bất cứ nhóm nào khi thi đấu. Các đội từ các hiệp hội có mâu thuẫn chính trị theo quyết định của UEFA có thể không xếp cặp thi đấu với nhau.

## Lịch thi đấu và bốc thăm
Lịch thi đấu và bốc thăm của Nhóm các đội không vô địch giải quốc nội như sau (tất cả lễ bốc thăm đều được diễn ra tại trụ sở UEFA tại Nyon, Thụy Sĩ).
| Vòng              | Ngày bốc thăm       | Lượt đi             | Lượt về             |
| ----------------- | ------------------- | ------------------- | ------------------- |
| Vòng loại thứ hai | 19 tháng 6 năm 2018 | 26 tháng 7 năm 2018 | 2 tháng 8 năm 2018  |
| Vòng loại thứ ba  | 23 tháng 7 năm 2018 | 9 tháng 8 năm 2018  | 16 tháng 8 năm 2018 |
| Vòng play-off     | 6 tháng 8 năm 2018  | 23 tháng 8 năm 2018 | 30 tháng 8 năm 2018 |

Các trận đấu cũng có thể được diễn ra vào ngày Thứ Ba và Thứ Tư thay vì Thứ Năm như bình thường do mâu thuẫn lịch thi đấu.

## Vòng loại thứ hai
Lễ bốc thăm vòng loại thứ hai được tổ chức vào ngày 19 tháng 6 năm 2018, lúc 16:00 CEST.

### Xếp hạt giống
Tổng cộng có 18 đội tham dự vòng loại thứ hai: 3 đội thua vòng sơ loại Champions League, được xếp vào nhóm không hạt giống, và 15 trong 16 đội thua vòng loại thứ nhất Champions League (ngoại trừ đội thua vòng loại thứ nhất Champions League được nhận suất vào thẳng vòng loại thứ ba được quyết định bởi một lượt bốc thăm bổ sung diễn ra sau lễ bốc thăm vòng loại thứ nhất Champions League), được xếp vào nhóm hạt giống. Các đội được chia làm ba nhóm 6 đội, trong đó 5 đội được xếp vào nhóm hạt giống và 1 đội được xếp vào nhóm không hạt giống. Các đội đến từ Serbia và Kosovo, và Bosnia Herzegovina và Kosovo, không thể xếp cặp thi đấu với nhau, và nếu có cặp đấu có khả năng xảy ra đã được xếp, đội thứ hai được bốc thăm trong cặp đấu hiện tại được chuyển qua cặp đấu tiếp theo.
| Vào thẳng vòng loại thứ ba (được xác định bởi lễ bốc thăm) | Nhóm 1                                                                          | Nhóm 1               | Nhóm 2                                                        | Nhóm 2               | Nhóm 3                                                                      | Nhóm 3               |
| Vào thẳng vòng loại thứ ba (được xác định bởi lễ bốc thăm) | Nhóm hạt giống                                                                  | Nhóm không hạt giống | Nhóm hạt giống                                                | Nhóm không hạt giống | Nhóm hạt giống                                                              | Nhóm không hạt giống |
| ---------------------------------------------------------- | ------------------------------------------------------------------------------- | -------------------- | ------------------------------------------------------------- | -------------------- | --------------------------------------------------------------------------- | -------------------- |
| Cork City                                                  | - Torpedo Kutaisi - Víkingur Gøta - The New Saints - Valletta - Zrinjski Mostar | - Lincoln Red Imps   | - Alashkert - Sutjeska Nikšić - Drita - Valur - F91 Dudelange | - FC Santa Coloma    | - Crusaders - APOEL - Olimpija Ljubljana - Spartaks Jūrmala - Flora Tallinn | - La Fiorita         |

### Tóm tắt
Lượt đi được diễn ra vào ngày 26 tháng 7, và lượt về được diễn ra vào ngày 2 tháng 8 năm 2018.

| Đội 1              | TTS    | Đội 2            | Lượt đi | Lượt về |
| ------------------ | ------ | ---------------- | ------- | ------- |
| Cork City          | Bye[Ă] |                  |         |         |
| The New Saints     | 3–2    | Lincoln Red Imps | 2–1     | 1–1     |
| Torpedo Kutaisi    | 7–0    | Víkingur Gøta    | 3–0     | 4–0     |
| Zrinjski Mostar    | 3–2    | Valletta         | 1–1     | 2–1     |
| FC Santa Coloma    | 1–3    | Valur            | 1–0     | 0–3     |
| Sutjeska Nikšić    | 0–1    | Alashkert        | 0–1     | 0–0     |
| F91 Dudelange      | 3–2    | Drita            | 2–1     | 1–1     |
| Spartaks Jūrmala   | 9–0    | La Fiorita       | 6–0     | 3–0     |
| APOEL              | 5–2    | Flora Tallinn    | 5–0     | 0–2     |
| Olimpija Ljubljana | 6–2    | Crusaders        | 5–1     | 1–1     |

Ghi chú
1. ^ Đội được nhận suất vào thẳng vòng loại thứ ba.

### Các trận đấu
| The New Saints         | 2-1      | Lincoln Red Imps |
| ---------------------- | -------- | ---------------- |
| - Ebbe 6' - Hudson 83' | Chi tiết | Chipolina 31'    |

| Lincoln Red Imps | 1-1      | The New Saints |
| ---------------- | -------- | -------------- |
| Romero 41'       | Chi tiết | Ebbe 82'       |

The New Saints thắng với tổng tỉ số 3-2.
| Torpedo Kutaisi                             | 3-0      | Víkingur Gøta |
| ------------------------------------------- | -------- | ------------- |
| - Kapanadze 27' - Kimadze 73' - Kutalia 84' | Chi tiết |               |

| Víkingur Gøta | 0-4      | Torpedo Kutaisi                                             |
| ------------- | -------- | ----------------------------------------------------------- |
|               | Chi tiết | - Lačný 11' - Kobakhidze 24' - Azatskiy 59' - Kapanadze 81' |

Torpedo Kutaisi thắng với tổng tỉ số 7-0.
| Zrinjski Mostar | 1-1      | Valletta       |
| --------------- | -------- | -------------- |
| Bilbija 51'     | Chi tiết | Fontanella 90' |

| Valletta | 1-2      | Zrinjski Mostar               |
| -------- | -------- | ----------------------------- |
| Borg 56' | Chi tiết | - Barišić 31' - Filipović 66' |

Zrinjski Mostar thắng với tổng tỉ số 3-2.
| FC Santa Coloma      | 1-0      | Valur |
| -------------------- | -------- | ----- |
| Eiríksson 72' (l.n.) | Chi tiết |       |

| Valur                                             | 3-0      | FC Santa Coloma |
| ------------------------------------------------- | -------- | --------------- |
| - Lárusson 53' - Eiríksson 63' - Adolphsson 90+4' | Chi tiết |                 |

Valur thắng với tổng tỉ số 3-1.
| Sutjeska Nikšić | 0-1      | Alashkert     |
| --------------- | -------- | ------------- |
|                 | Chi tiết | Zeljković 11' |

| Alashkert | 0-0      | Sutjeska Nikšić |
| --------- | -------- | --------------- |
|           | Chi tiết |                 |

Alashkert thắng với tổng tỉ số 1-0.
| F91 Dudelange                    | 2-1      | Drita         |
| -------------------------------- | -------- | ------------- |
| - Perez 66' - Turpel 81' (ph.đ.) | Chi tiết | Shabani 45+2' |

| Drita      | 1-1      | F91 Dudelange |
| ---------- | -------- | ------------- |
| Limani 26' | Chi tiết | Stumpf 46'    |

F91 Dudelange thắng với tổng tỉ số 3-2.
| Spartaks Jūrmala                                                         | 6-0      | La Fiorita |
| ------------------------------------------------------------------------ | -------- | ---------- |
| - Kobzar 6', 26' - Maleyev 20' - I. Šlampe 64' - Smith 66' - Stuglis 73' | Chi tiết |            |

| La Fiorita | 0-3      | Spartaks Jūrmala                 |
| ---------- | -------- | -------------------------------- |
|            | Chi tiết | - Smith 26' (65) - Aguirre 45+2' |

Spartaks Jūrmala thắng với tổng tỉ số 9-0.
| APOEL                                                                        | 5-0      | Flora Tallinn |
| ---------------------------------------------------------------------------- | -------- | ------------- |
| - Tavares 25' - Souza 44' - Morais 47' (ph.đ.) - Sallai 73' - Dellatorre 78' | Chi tiết |               |

| Flora Tallinn         | 2-0      | APOEL |
| --------------------- | -------- | ----- |
| - Kams 32' - Poom 37' | Chi tiết |       |

APOEL thắng với tổng tỉ số 5-2.
| Olimpija Ljubljana                                 | 5-1      | Crusaders      |
| -------------------------------------------------- | -------- | -------------- |
| - Boateng 30', 68' - Črnic 56', 75' - Kadrić 90+2' | Chi tiết | - Forsythe 73' |

| Crusaders   | 1-1      | Olimpija Ljubljana |
| ----------- | -------- | ------------------ |
| Heatley 41' | Chi tiết | Kapun 15'          |

Olimpija Ljubljana thắng với tổng tỉ số 6-2.

## Vòng loại thứ ba
Lễ bốc thăm vòng loại thứ ba được tổ chức vào ngày 23 tháng 7 năm 2018, lúc 12:45 CEST.

### Xếp hạt giống
Tổng cộng có 20 đội tham dự vòng loại thứ ba:
- Nhóm hạt giống: 10 đội thua vòng loại thứ hai Champions League thuộc Nhóm các đội vô địch giải quốc nội
- Nhóm không hạt giống: 10 đội chiến thắng vòng loại thứ hai Europa League thuộc Nhóm các đội vô địch giải quốc nội (kể cả đội bóng được nhận suất vào thẳng)

Các đội được chia làm hai nhóm 10 đội, trong đó 5 đội được xếp vào nhóm hạt giống và 5 đội được xếp vào nhóm không hạt giống.
| Nhóm 1                                                                  | Nhóm 1                                                                     | Nhóm 2                                                                       | Nhóm 2                                                                    |
| Nhóm hạt giống                                                          | Nhóm không hạt giống                                                       | Nhóm hạt giống                                                               | Nhóm không hạt giống                                                      |
| ----------------------------------------------------------------------- | -------------------------------------------------------------------------- | ---------------------------------------------------------------------------- | ------------------------------------------------------------------------- |
| - Ludogorets Razgrad - Legia Warsaw - HJK - Sheriff Tiraspol - CFR Cluj | - Zrinjski Mostar - F91 Dudelange - Olimpija Ljubljana - Alashkert - Valur | - Rosenborg - Midtjylland - Kukësi - Hapoel Be'er Sheva - Sūduva Marijampolė | - APOEL - The New Saints - Torpedo Kutaisi - Spartaks Jūrmala - Cork City |

### Tóm tắt
Lượt đi được diễn ra vào ngày 9 tháng 8, và lượt về được diễn ra vào ngày 16 tháng 8 năm 2018.

| Đội 1              | TTS     | Đội 2              | Lượt đi | Lượt về |
| ------------------ | ------- | ------------------ | ------- | ------- |
| Ludogorets Razgrad | 2–1     | Zrinjski Mostar    | 1–0     | 1–1     |
| Legia Warsaw       | 3–4     | F91 Dudelange      | 1–2     | 2–2     |
| Alashkert          | 0–7     | CFR Cluj           | 0–2     | 0–5     |
| Olimpija Ljubljana | 7–1     | HJK                | 3–0     | 4–1     |
| Sheriff Tiraspol   | 2–2 (a) | Valur              | 1–0     | 1–2     |
| Cork City          | 0–5     | Rosenborg          | 0–2     | 0–3     |
| Spartaks Jūrmala   | 0–1     | Sūduva Marijampolė | 0–1     | 0–0     |
| The New Saints     | 1–5     | Midtjylland        | 0–2     | 1–3     |
| Hapoel Be'er Sheva | 3–5     | APOEL              | 2–2     | 1–3     |
| Torpedo Kutaisi    | 5–4     | Kukësi             | 5–2     | 0–2     |

### Các trận đấu
| Ludogorets Razgrad | 1–0      | Zrinjski Mostar |
| ------------------ | -------- | --------------- |
| - Moți 16'         | Chi tiết |                 |

| Zrinjski Mostar | 1-1      | Ludogorets Razgrad |
| --------------- | -------- | ------------------ |
| Bilbija 90+2'   | Chi tiết | Keșerü 24'         |

Ludogorets Razgrad thắng với tổng tỉ số 2-1.
| Legia Warsaw   | 1–2      | F91 Dudelange                        |
| -------------- | -------- | ------------------------------------ |
| - Carlitos 27' | Chi tiết | - Couturier 24' - Turpel 61' (ph.đ.) |

| F91 Dudelange             | 2-2      | Legia Warsaw   |
| ------------------------- | -------- | -------------- |
| - Stumpf 7' - Stélvio 17' | Chi tiết | Kanté 33', 86' |

F91 Dudelange thắng với tổng tỉ số 4-3.
| Alashkert | 0–2      | CFR Cluj                   |
| --------- | -------- | -------------------------- |
|           | Chi tiết | - Țucudean 5', 49' (ph.đ.) |

| CFR Cluj                                                           | 5-0      | Alashkert |
| ------------------------------------------------------------------ | -------- | --------- |
| - Culio 19' (ph.đ.) - Omrani 45+1', 62' - Hoban 58' - Mailat 90+2' | Chi tiết |           |

CFR Cluj thắng với tổng tỉ số 7-0.
| Olimpija Ljubljana                        | 3–0      | HJK |
| ----------------------------------------- | -------- | --- |
| - Abass 38', 58' - Kronaveter 49' (ph.đ.) | Chi tiết |     |

| HJK            | 1-4      | Olimpija Ljubljana                                                      |
| -------------- | -------- | ----------------------------------------------------------------------- |
| Chrisantus 85' | Chi tiết | - Abass 20' - Avramovski 72' - Rafinha 75' (l.n.) - Brkić 90+2' (ph.đ.) |

Olimpija Ljubljana thắng với tổng tỉ số 7-1.
| Sheriff Tiraspol | 1–0      | Valur |
| ---------------- | -------- | ----- |
| - Badibanga 85'  | Chi tiết |       |

| Valur                                | 2-1      | Sheriff Tiraspol |
| ------------------------------------ | -------- | ---------------- |
| - Sigurðsson 40' - Halldórsson 90+1' | Chi tiết | Badibanga 68'    |

Tổng tỉ số 2-2. Sheriff Tiraspol thắng nhờ luật bàn thắng sân khách.
| Cork City | 0–2      | Rosenborg       |
| --------- | -------- | --------------- |
|           | Chi tiết | - Levi 22', 44' |

| Rosenborg                                     | 3-0      | Cork City |
| --------------------------------------------- | -------- | --------- |
| - Šerbečić 26' - Søderlund 34' - Trondsen 58' | Chi tiết |           |

Rosenborg thắng với tổng tỉ số 5-0.
| Spartaks Jūrmala | 0–1      | Sūduva Marijampolė |
| ---------------- | -------- | ------------------ |
|                  | Chi tiết | - Finkler 52'      |

| Sūduva Marijampolė | 0-0      | Spartaks Jūrmala |
| ------------------ | -------- | ---------------- |
|                    | Chi tiết |                  |

Sūduva Marijampolė thắng với tổng tỉ số 1-0.
| The New Saints | 0–2      | Midtjylland       |
| -------------- | -------- | ----------------- |
|                | Chi tiết | - Onuachu 9', 27' |

| Midtjylland                    | 3-1      | The New Saints |
| ------------------------------ | -------- | -------------- |
| - George 16' - Okosun 62', 80' | Chi tiết | Ebbe 22'       |

Midtjylland thắng với tổng tỉ số 5-1.
| Hapoel Be'er Sheva       | 2–2      | APOEL                                 |
| ------------------------ | -------- | ------------------------------------- |
| - Ogu 42' - Nwakaeme 70' | Chi tiết | - Morais 13' (ph.đ.) - Dellatorre 28' |

| APOEL                         | 3-1      | Hapoel Be'er Sheva |
| ----------------------------- | -------- | ------------------ |
| - Caju 64' - Souza 79', 90+3' | Chi tiết | Basat 19'          |

APOEL thắng với tổng tỉ số 5-3.
| Torpedo Kutaisi                                                 | 5–2      | Kukësi                          |
| --------------------------------------------------------------- | -------- | ------------------------------- |
| - Kukhianidze 2', 15' - Marin 28' - Kimadze 31' - Kapanadze 86' | Chi tiết | - Harba 22' - Plaku 88' (ph.đ.) |

| Kukësi                             | 2-0      | Torpedo Kutaisi |
| ---------------------------------- | -------- | --------------- |
| Reginaldo 29' (ph.đ.), 76' (ph.đ.) | Chi tiết |                 |

Torpedo Kutaisi thắng với tổng tỉ số 5-4.

## Vòng play-off
Lễ bốc thăm vòng play-off được tổ chức vào ngày 6 tháng 8 năm 2018, lúc 13:30 CEST.

### Xếp hạt giống
Tổng cộng có 16 đội tham dự vòng play-off:
- Nhóm hạt giống: 6 đội thua vòng loại thứ ba Champions League thuộc Nhóm các đội vô địch giải quốc nội
- Nhóm không hạt giống: 10 đội chiến thắng vòng loại thứ ba Europa League thuộc Nhóm các đội vô địch giải quốc nội

Các đội được chia làm hai nhóm 8 đội, trong đó 3 đội được xếp vào nhóm hạt giống và 5 đội được xếp vào nhóm không hạt giống.
| Nhóm 1                                | Nhóm 1                                                              | Nhóm 2                        | Nhóm 2                                                                                       |
| Nhóm hạt giống                        | Nhóm không hạt giống                                                | Nhóm hạt giống                | Nhóm không hạt giống                                                                         |
| ------------------------------------- | ------------------------------------------------------------------- | ----------------------------- | -------------------------------------------------------------------------------------------- |
| - Shkëndija - Astana - Spartak Trnava | - APOEL - F91 Dudelange - Rosenborg - Olimpija Ljubljana - CFR Cluj | - Celtic - Qarabağ - Malmö FF | - Ludogorets Razgrad - Sheriff Tiraspol - Midtjylland - Torpedo Kutaisi - Sūduva Marijampolė |

### Tóm tắt
Lượt đi được diễn ra vào ngày 23 tháng 8, và lượt về được diễn ra vào ngày 30 tháng 8 năm 2018.

| Đội 1              | TTS         | Đội 2              | Lượt đi | Lượt về      |
| ------------------ | ----------- | ------------------ | ------- | ------------ |
| Olimpija Ljubljana | 1–3         | Spartak Trnava     | 0–2     | 1–1          |
| APOEL              | 1–1 (1–2 p) | Astana             | 1–0     | 0–1 (s.h.p.) |
| Rosenborg          | 5–1         | Shkëndija          | 3–1     | 2–0          |
| F91 Dudelange      | 5–2         | CFR Cluj           | 2–0     | 3–2          |
| Sūduva Marijampolė | 1–4         | Celtic             | 1–1     | 0–3          |
| Sheriff Tiraspol   | 1–3         | Qarabağ            | 1–0     | 0–3          |
| Malmö FF           | 4–2         | Midtjylland        | 2–2     | 2–0          |
| Torpedo Kutaisi    | 0–5         | Ludogorets Razgrad | 0–1     | 0–4          |

### Các trận đấu
| Olimpija Ljubljana | 0–2      | Spartak Trnava                        |
| ------------------ | -------- | ------------------------------------- |
|                    | Chi tiết | - Bakoš 23' (ph.đ.) - Ilić 35' (l.n.) |

| Spartak Trnava | 1–1      | Olimpija Ljubljana |
| -------------- | -------- | ------------------ |
| - Godál 12'    | Chi tiết | - Kapun 42'        |

Spartak Trnava thắng với tổng tỉ số 3–1.
| APOEL      | 1–0      | Astana |
| ---------- | -------- | ------ |
| - Caju 79' | Chi tiết |        |

| Astana                                             | 1–0 (s.h.p.) | APOEL                                                    |
| -------------------------------------------------- | ------------ | -------------------------------------------------------- |
| - Pedro Henrique 16' (ph.đ.)                       | Chi tiết     |                                                          |
| Loạt sút luân lưu                                  |              |                                                          |
| - Richard Almeida - Aničić - Henrique - Beisebekov | 2–1          | - Nuno Morais - De Vincenti - Efrem - Dellatorre - Souza |

Tổng tỉ số 1–1. Astana thắng 2–1 trên loạt sút luân lưu.
| Rosenborg                              | 3–1      | Shkëndija           |
| -------------------------------------- | -------- | ------------------- |
| - Jebali 11' - Bendtner 15' - Levi 44' | Chi tiết | - Stênio Júnior 76' |

| Shkëndija | 0–2      | Rosenborg                       |
| --------- | -------- | ------------------------------- |
|           | Chi tiết | - Hovland 67' - Reginiussen 84' |

Rosenborg thắng với tổng tỉ số 5–1.
| F91 Dudelange             | 2–0      | CFR Cluj |
| ------------------------- | -------- | -------- |
| - Turpel 67' - Sinani 80' | Chi tiết |          |

| CFR Cluj                 | 2–3      | F91 Dudelange                  |
| ------------------------ | -------- | ------------------------------ |
| - Tambe 85' - Omrani 88' | Chi tiết | - Sinani 51', 54' - Turpel 78' |

F91 Dudelange thắng với tổng tỉ số 5–2.
| Sūduva Marijampolė | 1–1      | Celtic      |
| ------------------ | -------- | ----------- |
| - Verbickas 13'    | Chi tiết | - Ntcham 3' |

| Celtic                                    | 3–0      | Sūduva Marijampolė |
| ----------------------------------------- | -------- | ------------------ |
| - Griffiths 27' - McGregor 53' - Ajer 61' | Chi tiết |                    |

Celtic thắng với tổng tỉ số 4–1.
| Sheriff Tiraspol | 1–0      | Qarabağ |
| ---------------- | -------- | ------- |
| - Kapić 8'       | Chi tiết |         |

| Qarabağ                                   | 3–0      | Sheriff Tiraspol |
| ----------------------------------------- | -------- | ---------------- |
| - Medvedev 9' - Guerrier 42' - Ozobić 55' | Chi tiết |                  |

Qarabağ thắng với tổng tỉ số 3–1.
| Malmö FF                        | 2–2      | Midtjylland                |
| ------------------------------- | -------- | -------------------------- |
| - Rosenberg 12' - Antonsson 25' | Chi tiết | - Wikheim 60' - Okosun 77' |

| Midtjylland | 0–2      | Malmö FF                        |
| ----------- | -------- | ------------------------------- |
|             | Chi tiết | - Antonsson 32' - Rosenberg 79' |

Malmö FF thắng với tổng tỉ số 4–2.
| Torpedo Kutaisi | 0–1      | Ludogorets Razgrad |
| --------------- | -------- | ------------------ |
|                 | Chi tiết | - Wanderson 45+1'  |

| Ludogorets Razgrad                                  | 4–0      | Torpedo Kutaisi |
| --------------------------------------------------- | -------- | --------------- |
| - Misidjan 6' - Campanharo 38', 59' - Wanderson 62' | Chi tiết |                 |

Ludogorets Razgrad thắng với tổng tỉ số 5–0.